# نزهت امیرآبادیان
نزهت امیرآبادیان در سال‌های ۱۳۸۹ و ۱۳۹۰ به‌عنوان خبرنگار سیاسی با سرویس بین‌الملل روزنامه شرق همکاری می‌کرد. او سابقه همکاری با رسانه‌های دیگری از جمله «هم‌میهن»، «فرارو» و «آفتاب» را در کارنامه خود داشت. وی ۲۵ اردیبهشت ۱۴۰۴ خورشیدی به طرز مشکوکی درگذشت.  آخرین مطالب امیرابادیان گفت‌و‌گوهای ویدیویی بود که در رسانه‌های مختلف منتشر می‌شد. او از جمله روزنامه‌نگاران نزدیک به اصلاح‌طلبان و از حامیان میرحسین موسوی در انتخابات ریاست جمهوری سال ۱۳۸۸ و پس از آن بود.

## مرگ مشکوک
پیکر امیرآبادیان ۲۵ اردیبهشت ۱۴۰۴ خورشیدی در خانه‌اش واقع در تهران پیدا شد. برخی منابع از خبر داده‌اند که نزهت امیرآبادیان در هفته‌های قبل از فوت چندین بار مورد تهدید قرار گرفته و حتی بالکن منزل مسکونی او به آتش کشیده شده بود.  با این حال، هیچ‌یک از این ادعاها توسط منابع رسمی یا مراجع قضایی تأیید نشده‌اند. در گزارش‌های منتشرشده در رسانه‌های معتبر مانند روزنامه شرق و خبرآنلاین، اشاره‌ای به این تهدیدها نشده است.
امیرآبادیان پیش‌تر در سلسله گزارش‌هایی مفصل، به افشای جزئیات پرونده فساد گسترده بابک زنجانی پرداخته بود؛ از جمله نقش او در ترور «حسین نژادی» بانکدار ایرانی‌الاصل در مالزی، ارتباطات زنجانی با شبکه‌های بانکی مشکوک مانند FIIB و AmBank، و ادعاهای مشکوک درباره دریافت وام ۱۵ میلیارد یورویی از فردی به نام «شیخ حشر» که هرگز سندی برای آن ارائه نشد.   با توجه به گذشت بیش از یک دهه از انتشار این گزارش‌ها، ارتباط مستقیم بین علت مرگ نزهت امیرآبادیان در سال ۱۴۰۴ و آن گزارش‌ها محل تردید است. نکته مهم‌تر آن است که بررسی آن گزارش‌ها نشان می‌دهد که آن‌ها حاوی افشاگری خاص و مهمی نبوده و تنها روایت جلسه دادگاه و بررسی اخبار مربوط تحولات آن روز‌ها حول محور پرونده بابک زنجانی بوده است.  مرگ مشکوک امیرآبادیان در هفته‌های پس از بازگشت پر حاشیه و پرسش‌برانگیز بابک زنجانی به فعالیت اقتصادی در ایران و در قالب هلدینگ جدیدش رخ داد.